# 永藤武
永藤武（ながふじ たけし、1944年5月5日 - 2000年1月15日）は、近代日本文学研究者。保守派として日本浪曼派研究を行った。

## 生涯
栃木県に生まれる。栃木県立宇都宮高等学校卒業。1967年3月國學院大學文学部神道学科卒業。1969年同大学院文学研究科修士課程修了、1972年3月同大学院博士課程単位修得済退学。
國學院大學日本文化研究所専任研究員を経て、1982年4月同大学日本文化研究所助教授、1983年4月信州豊南女子短期大学国文科助教授、1986年4月青山学院大学文学部日本文学科助教授、1991年4月同大学教授。この間、國學院大學兼任講師・信州大学非常勤講師。

## 著書
- 『善悪のかなたへ－親鸞　聖者物語』日本教文社 1980
- 『文学と日本的感性 近代作家と聖なるもの』ぺりかん社 1983
- 『小林秀雄の宗教的魂』日本教文社〈教文選書〉 1990
- 『伊東静雄論・中原中也論』おうふう 2002

## 共編著
- 『日本人と讃美歌』戸田義雄共編、桜楓社 1978
- 『よみがえる三島由紀夫 霊の人の文学と武と』戸田義雄共著、日本教文社 1978

## 参考
- 『文学と日本的感性』著者紹介
- 読売新聞訃報